# Bądkowo (Koejavië-Pommeren)
Bądkowo is een dorp in het Poolse woiwodschap Koejavië-Pommeren, in het district Aleksandrowski. De plaats maakt deel uit van de gemeente Bądkowo.

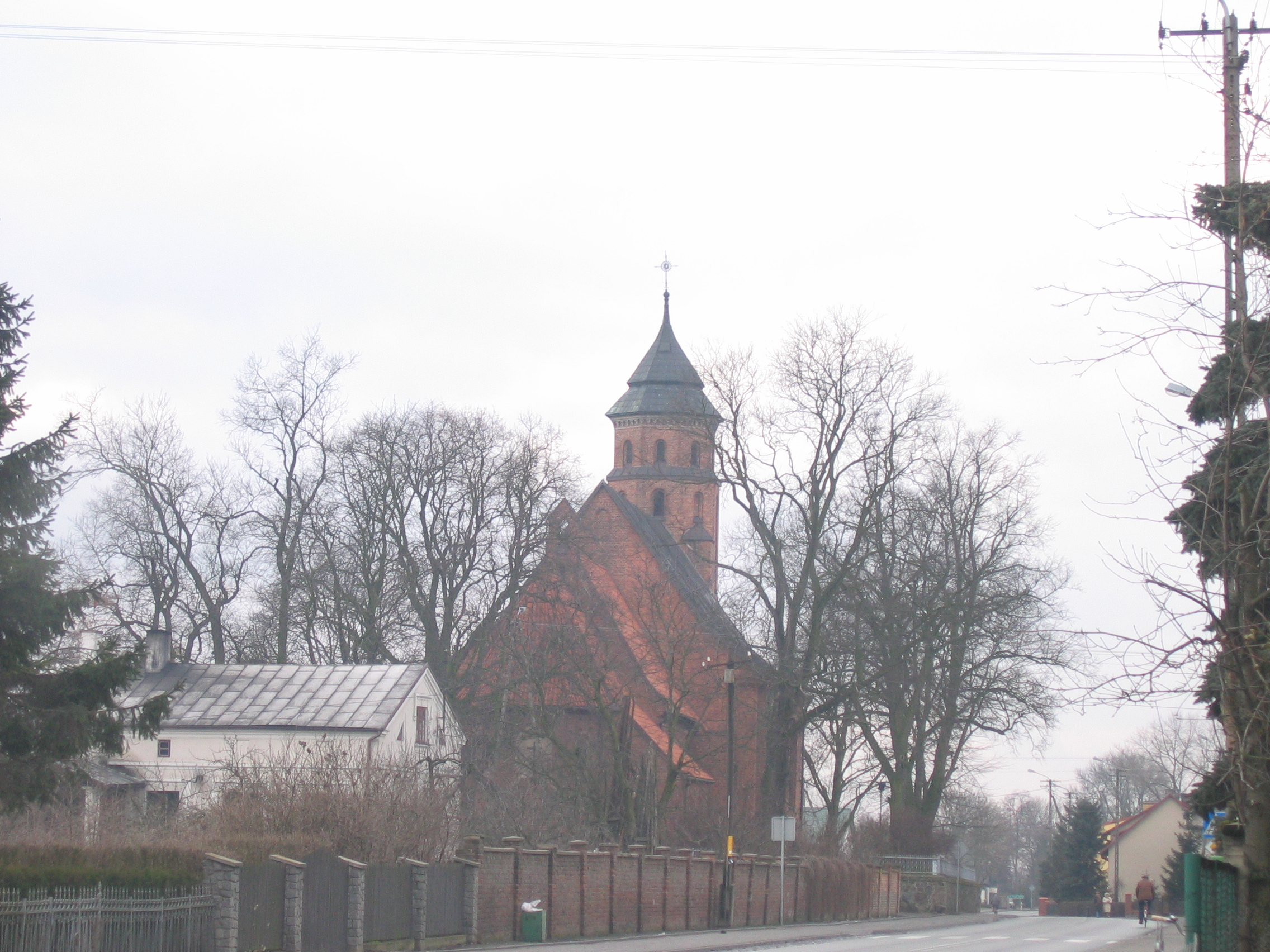
Parochiekerk.